# Sapromyzosoma quadripunctata
Sapromyzosoma quadripunctata är en tvåvingeart som först beskrevs av Carl von Linné 1758.  Sapromyzosoma quadripunctata ingår i släktet Sapromyzosoma, och familjen lövflugor. Arten är reproducerande i Sverige.